# Matteo de' Fedeli
Matteo de' Fedeli (1450 – 1505) è stato un pittore italiano del Rinascimento.

## Biografia
Non si sa molto della sua vita se non attraverso le sue opere. Era nato in Lombardia e il suo stile lo colloca nella scuola milanese. Dipinse principalmente opere a tema religioso per le commissioni delle chiese locali. Morì nel 1505. Una delle sue opere San Cristoforo fa parte della collezione della Christ Church a Oxford.